# Lista de prémios e nomeações recebidos por The Elephant Man
A seguir apresenta-se a lista de prémios e nomeações de The Elephant Man, um filme dramático norte-americano lançado em 1980. O seu enredo é baseado na história real de Joseph Merrick (John Merrick, no filme), um homem de Londres severamente deformado no século XIX. O filme foi dirigido por David Lynch e estrelado por John Hurt, Anthony Hopkins, Anne Bancroft, John Gielgud, Wendy Hiller, Michael Elphick, Hannah Gordon e Freddie Jones. Lynch adaptou o projecto do guião de Christopher De Vore e Eric Bergren. Apesar de Mel Brooks ter concordado em produzir o filme através de sua produtora, a Brooksfilms, ele foi rejeitado por vários estúdios antes de ter finalmente recebido luz verde pela Paramount Pictures.
Visto talvez como o mais convencional dos outros filmes surrealistas de Lynch, The Elephant Man foi um sucesso comercial, arrecadando mais de 26 milhões de dólares nos Estados Unidos. O filme foi também um sucesso de crítica, recebendo aclamação universal e várias nomeações para prémios importantes. Ambos Lynch e Hurt receberam nomeações aos prémios Óscar e aos British Academy Film Awards. O filme venceu na categoria "Melhor Filme" no último, bem como "Melhor Filme Estrangeiro" nos César Awards.
O técnico de produção do filme foi igualmente elogiado. O compositor John Morris também foi nomeado para vários prémios, incluindo nos Grammy de 1982, mas não conseguiu vencer. A cinematografia pelo director de fotografia inglês Freddie Francis, também foi nomeada para vários prémios, recebendo um da British Society of Cinematographers (BSC). Além disso, a edição, o figurino, a direcção de arte e o guião do filme receberam nomeações aos Óscares e aos British Academy Film Awards.

## Prémios e nomeações
| Prémio                              | Ano  | Categoria                 | Candidato(s)                                   | Resultado |
| ----------------------------------- | ---- | ------------------------- | ---------------------------------------------- | --------- |
| British Society of Cinematographers | 1980 | Melhor Cinematografia     | Freddie Francis                                | Venceu    |
| British Academy Film                | 1981 | Melhor Filme              | Jonathon Sanger                                | Venceu    |
| British Academy Film                | 1981 | Melhor Actor              | John Hurt                                      | Venceu    |
| British Academy Film                | 1981 | Melhor Design de Produção | Stuart Craig                                   | Venceu    |
| British Academy Film                | 1981 | Melhor Direcção           | David Lynch                                    | Nomeado   |
| British Academy Film                | 1981 | Melhor Argumento          | David Lynch, Christopher De Vore, Eric Bergren | Nomeado   |
| British Academy Film                | 1981 | Melhor Cinematografia     | Freddie Francis                                | Nomeado   |
| British Academy Film                | 1981 | Melhor Edição             | Anne V. Coates                                 | Nomeado   |
| Directors Guild of America          | 1981 | Melhor Direcção           | David Lynch                                    | Nomeado   |
| Globos de Ouro                      | 1981 | Melhor Direcção           | David Lynch                                    | Nomeado   |
| Globos de Ouro                      | 1981 | Melhor Filme Dramático    | Jonathon Sanger                                | Nomeado   |
| Globos de Ouro                      | 1981 | Melhor Actor Dramático    | John Hurt                                      | Nomeado   |
| Globos de Ouro                      | 1981 | Melhor Argumento          | Eric Bergren                                   | Nomeado   |
| Óscar                               | 1981 | Melhor Director           | David Lynch                                    | Nomeado   |
| Óscar                               | 1981 | Melhor Argumento Adaptado | David Lynch                                    | Nomeado   |
| Óscar                               | 1981 | Melhor Argumento Adaptado | Christopher De Vore                            | Nomeado   |
| Óscar                               | 1981 | Melhor Argumento Adaptado | Eric Bergren                                   | Nomeado   |
| Óscar                               | 1981 | Melhor Actor              | John Hurt                                      | Nomeado   |
| Óscar                               | 1981 | Melhor Filme              | Jonathon Sanger                                | Nomeado   |
| Óscar                               | 1981 | Melhor Vestuário          | Patricia Norris                                | Nomeado   |
| Óscar                               | 1981 | Melhor Direcção de Arte   | Stuart Craig, Robert Cartwright, Hugh Scaife   | Nomeado   |
| Óscar                               | 1981 | Melhor Edição             | Anne V. Coates                                 | Nomeado   |
| Óscar                               | 1981 | Melhor Banda Sonora       | John Morris                                    | Nomeado   |
| César                               | 1982 | Melhor Filme Estrangeiro  | David Lynch                                    | Venceu    |
| Grammy                              | 1982 | Melhor Banda Sonora       | John Morris                                    | Nomeado   |